# 아다마 트라오레 (1995년 6월 28일)
아다마 노스 트라오레(프랑스어: Adama Noss Traoré, 1995년 6월 28일 ~ )는 2015년부터 헐 시티와 말리 국가대표팀에서 미드필더로 활약하고 있는 말리의 프로 축구 선수이다.
2015년 FIFA U-20 월드컵에서 최우수 선수로 골든볼을 수상한 후 말리 성인 국가대표로 데뷔했다. 2017년과 2019년 아프리카 네이션스컵에서 말리를 대표했다.

## 구단 경력

### 말리 및 릴
바마코에서 태어난 트라오레는 2007년 12세의 나이에 고향의 JMG 아카데미에 입단하였다. 5년 후, 그는 부상을 당하기 전까지 겨우 3경기를 뛸 수 있었던 말리 프리미에르 디비지옹 클럽 AS 바카리장에 입단하였다.
2014년 1월, 트라오레는 리그 1의 릴로 이적하였고, 즉시 벨기에 2부 리그의 로얄 엑셀 무스크롱으로 임대되었다. 그는 1-0으로 패한 니스와의 2014년 9월 24일 원정 경기에서 리그 1 데뷔 전을 치렀다. 2015년 1월 7일, 그는 1-0으로 이긴 토농 에비앙 FC와의 안방 경기에서 릴 성인 국가대표팀 첫 경기 골을 기록하였다.

### 모나코
2015년 7월 10일, 트라오레는 4년간 1,400만 유로의 이적료로 AS 모나코에 입단했다. 8월 4일, 그는 4-0으로 이긴 영 보이스와의 예선 3차전에서 마리오 파샬리치와 80분에 교체 투입되어 UEFA 챔피언스리그 데뷔 전을 치렀다.
2017년 1월, 트라오레는 시즌이 끝날 때까지 프리메이라리가의 히우 아브 FC로 임대되었다. 그는 빌라두콘드에서 7경기를 뛰었고, 4월 1일 보아비스타와의 경기에서 결승골을 기록했다.
2019년 1월 벨기에 프로 리그의 세르클러 브뤼허 KSV로 같은 기간 임대되었다. 8월 31일, 그는 같은 리그 1의 메스로 한 시즌간 임대를 떠났다. 11월 23일, 그는 1-1로 비긴 랭스와의 안방 경기에서 동점골을 넣으며 팀의 첫 골을 기록했다.

### 하타이스포르
2020년 9월 11일, 트라오레는 튀르키예 쉬페르리그의 하타이스포르로 2년 계약을 맺고 이적했다.

### 헐 시티
2022년 9월 1일, 트라오레는 EFL 챔피언십 클럽 헐 시티와 2년 계약을 체결했다. 2023년 2월 25일, 1-0으로 패한 브리스틀 시티와의 경기에서 그렉 도허티와 78분에 교체되어 헐 시티에서 데뷔 전을 치렀다.  2023년 4월 10일, 1-0으로 이긴 밀월과의 경기에서 트라오레는 타이거스에서의 첫 골을 기록했다.

## 국가대표팀 경력
트라오레는 뉴질랜드에서 열린 2015년 FIFA U-20 월드컵에 참가한 말리 20세 이하 대표팀의 일원으로 대회 기간 동안 4골 3도움을 기록했고 말리가 동메달을 따는 데 일조하며 대회 최우수 선수로 아디다스 골든볼을 수상했다.
2015년 10월 9일, 트라오레는 부르키나파소와의 친선 경기에서 말리 국가대표팀 데뷔 전을 치렀고, 2016년 9월 4일, 5-2로 이긴 베냉과의 2017년 아프리카 네이션스컵 예선 경기에서 국제 무대 첫 골을 기록했다. 2017년 1월 4일, 트라오레는 가봉에서 열린 2017년 아프리카 네이션스컵 말리 23인 명단에 이름을 올렸고, 조별 리그에서 탈락하면서 명단에 이름을 올리지 못했다. 2년 후인 2019년 6월 16일, 그는 이집트에서 열린 2019년 아프리카 네이션스컵 말리 23인 명단에 이름을 올렸다. 2019년 6월 24일, 그는 4-1로 이긴 모리타니와의 개막전에서 득점을 기록했다.

## 사생활
트라오레는 같은 달에 태어난 같은 이름의 선수의 국제적인 팀 동료였다. 둘은 또한 같은 시간에 메스에 있었다. 그들을 구별하기 위해, 트라오레는 아다마 노스 트라오레(프랑스어: Adama Noss Traoré)라고도 불렸다.